# Daniel Ek
Daniel Ek (1983. február 21. –) svéd vállalkozó.

## Élete
Első cégét 14 évesen kezdte 1997-ben. Az egyik legjelentősebb munkája, amit Martin Lorentzonnal készített a Spotify, mely legális zenesugárzási szolgáltatást kínál. Daniel Ek alapította az Advertigo hirdető céget, amit megszerzett a TradeDoubler és közreműködött a Tradera aukciós cégben, melyet az Ebay szerzett meg. A Jajja Communications vállalatnál a technikai részlegnek volt a feje, a Stardollnál is a technikai részleg vezetőjeként foglalkoztatták. A µTorrent igazgatója, melyik a világ egyik legnépszerűbb BitTorrent kliense a több mint 100 millió letöltésével. Daniel Ek 15 évesen csatlakozott az IT Gymnasiethez Sundbybergben.
Daniel társalapítója a Spotifynek, melynek jelenleg igazgatója. Daniel Ek megállapodást kötött a Spotify vezetőjeként a 7digital zene szolgáltatóval 2009-ben, melynek értelmében zenesávokat értékesítenek Spotify felhasználóknak.